# ابن عبری
گریگوریوس ابوالفرج ملاطی شناخته شده به ابن عبری یا بار هبرائوس (به لاتین: Bar-Hebraeus) (زاده ۱۲۲۶م. در ملطیه - درگذشت ۳۰ ژوئیه ۱۲۸۶م. در مراغه) پیشوای نامدار فرقه مسیحی یعقوبیه و آخرین کسی بود که نوشته‌هایی از خود به زبان سریانی به جا گذاشت. پدر وی یک یهودی بود که به آیین مسیحیت درآمده بود و از این رو ابوالفرج را ابن عبری می‌خواندند. از او نوشته‌هایی از جمله دربارهٔ تاریخ از آفرینش آدم تا زمان خود او به جای مانده‌است که بخش‌هایی از آن دربارهٔ تاریخ باستان ایران ارزشمند است.
اثر معروف او تاریخ مختصرالدول است که توسط دکتر محمد علی تاج پور و دکتر حشمت الله ریاضی به فارسی ترجمه شده است.